# The Mood
The Mood è il terzo album di Erilien pubblicato il 30 maggio 2008 per la Lasteri Music con distribuzione Universal Music

## Tracce
1. All I Want – 3:59
2. Beautiful – 3:40
3. I Wanna Do – 4:15
4. Have Nice Day – 3:44
5. Eh You – 4:04
6. The Mood – 3:30
7. Wings – 3:57
8. Loser – 3:03 (Diana Winter)
9. By Your Sade – 3:08
10. Gone Tomorrow – 3:15
11. I'm Not Your Toy – 3:24 (testo: Diana Winter e Erilien – musica: Fabio Balestrieri e Damiano Ruggeri)
12. Emergency – 3:05

Durata totale: 43:04